# Мелодик-хардкор
Мелодик-хардкор или мелодичный хардкор (англ. Melodic hardcore) — это широко распространенный поджанр хардкор-панка с сильным акцентом на мелодичности в гитарных композициях. Стиль часто включает гитарные гармонии, риффы с использованием октавных аккордов, а также ломаные аккорды. Кроме того, тексты песен тяготеют к интеллектуализму, часто носят политический характер или повествовательный характер, а концептуальные альбомы иногда занимают видное место. Группы, работающие в этом жанре, также склонны испытывать влияние целого ряда жанров, включая эмо, постпанк, скримо, поп-панк, металкор, построк и готик-рок.
В начале и середине 1980-х годов такие группы, как The Faith, Descendents, Dag Nasty, Gorilla Biscuits и 7 Seconds, были среди первых хардкор-групп, которые делали акцент на своих мелодиях. В 1988 году Bad Religion включили больше мелодичных элементов в свою музыку с третьим альбомом Suffer, который имел большое влияние и преобразовал жанр скейт-панка из его чисто хардкорного происхождения в поджанр мелодичного хардкора. В 1990-х годах этот мелодичный скейт-панк стал одним из самых выдающихся стилей в панке, а NOFX, Pennywise и Strung Out стали его передовыми исполнителями. В 1988 году также образовались Inside Out и Turning Point, которые стали первопроходцами дополнительного стиля мелодичного хардкора, получившего распространение в Youth crew, эмо и тафгай-хардкоре. Этот стиль начал приобретать популярность к концу 1990-х годов с появлением альбомов In My Eyes, Bane и Reach the Sky.
В 2000-х годах жанр стал самым заметным стилем на хардкор-сцене и разделился на множество стилей, включая хоррор-панк и готик-рок в стиле AFI и The Nerve Agents, тяжелый и нигилистический стиль American Nightmare и The Hope Conspiracy, более мелодичный и панковский стиль Rise Against и Strike Anywhere, позитивный хардкор Have Heart и Verse и эмоциональный стиль Defeater и Touché Amoré. Около 2009 года жанр стал менее заметным на американской хардкор-сцене, но продолжил свое существование в Соединенном Королевстве с Dead Swans и While She Sleeps, а на американской металкор-сцене с Hundredth, The Ghost Inside и Counterparts. В 2010-х годах британские и австралийские мелодик-хардкор-группы, включая Casey и Holding Absence, приблизили жанр к построку. С начала 2020-х годов наиболее заметными мелодик-хардкор-группами стали One Step Closer, Anxious и Koyo.

## Характеристики
Мелодичный хардкор отличается от стандартного хардкор-панка включением мелодических элементов, таких как гитарные гармонии, риффы с использованием октавных аккордов, а также проигрыванием нот аккорда по отдельности в последовательности, а не всех сразу. Группы в этом жанре также имеют тенденцию черпать влияние из ряда жанров, включая эмо, постпанк, скримо, поп-панк, металкор, построк и готик-рок.
Многие мелодик-хардкор-группы делают больший акцент на лирическом интеллектуализме, чем группы в других стилях хардкора. Это проявилось в политике в случае таких групп, как Strike Anywhere, и в темных, поэтичных текстах в случае таких групп, как American Nightmare и Dead Swans. Концептуальные альбомы также распространены среди таких групп, как The Carrier и Defeater.
По словам Эндрю Сахера, автора BrooklynVegan, «мелодичный хардкор — непростая вещь для определения», поскольку он охватывает множество разрозненных звуков, включая ранний поп-панк Descendents, эмо Dag Nasty, скейт-панк NOFX и тяжелые, нигилистические, но мелодичные хардкор-панк-группы, такие как Modern Life Is War и The Hope Conspiracy. В своих двух статьях на эту тему он провел различие между тяжелым и нигилистическим стилем, основанным на современном хардкоре, который он обозначил просто как «мелодичный хардкор», и более традиционным, основанным на панке стилем «мелодичный панк», «который связывает Against Me! с Hot Water Music с Strike Anywhere с The Lawrence Arms». Автор PopMatters Итан Стюарт вместо этого предположил, что мелодичный хардкор «в том виде, в котором мы его знаем сегодня» зародился в конце 1980-х годов с такими группами, как Inside Out и Turning Point, которые соединили Youth crew с эмо и тафгай-хардкором, поскольку они оказали влияние на многих последующих исполнителей в этом жанре.

## История

### Происхождение (начало-середина 1980-х гг.)
Самый ранний мелодичный хардкор появился на калифорнийской хардкор-панк-сцене в начале 1980-х. Сюда входит группа Descendents, которая образовалась в 1978 году. Их ранние работы были простым панк-роком с влиянием поп-музыки, но они продолжили смешивать этот мелодичный подход с хардкором, вдохновляя как мелодичный хардкор, так и поп-панк-группы.
EP Subject to Change (1983) группы The Faith — одна из первых мелодик-хардкор-записей. При выпуске группа добавила и отошла от более прямолинейного хардкор-панка своих ранних работ в сторону более сложного, текстурированного и мелодичного звучания, сопровождаемого интроспективными текстами; релиз примечателен своим влиянием на постхардкор. Dag Nasty — ключевая мелодик-хардкор-группа, которая образовалась в середине 1980-х годов как часть вашингтонской хардкор-сцены, с Брайаном Бейкером (экс-Minor Threat) на гитаре. В 1988 году образовалась группа All, в которую вошли три участника Descendents. Группа делала музыку в общем и целом схожую с Descendents, и изначально ее фронтменом был Дэйв Смолли из Dag Nasty. 7 Seconds отважились на мелодичный хардкор на The Crew (1984).

### Развитие (конец 1980-х – середина 1990-х годов)
Альбом Suffer (1988) группы Bad Religion оказал большое влияние, став первопроходцем более мелодичного подхода к уже существующему жанру скейт-панка. Альбом отличался от раннего хардкорного материала группы, включив мелодичное пение и гармонии. Фэт Майк из передовой скейт-панк-группы NOFX назвал Suffer «записью, которая изменила всё». Этот стиль доминировал на панк-сцене в 1990-х годах, получив название «Epi-Fat» (названный в честь лейблов, на которых размещались его ключевые группы, Epitaph Records и Fat Wreck Chords), с ключевыми дополнительными группами, включая Pennywise и Strung Out.
В середине 1980-х годов началась хардкор-субкультура youth crew, с которой хардкор в дальнейшем будет в значительной степени переплетаться. Одной из первых групп в субкультуре, игравшей мелодичный стиль хардкора, была Gorilla Biscuits. И Inside Out из Калифорнии, и Turning Point из Нью-Джерси появились из этого движения, образовавшись в 1988 году и распавшись в 1991 году. Их общее слияние youth crew, эмо и тафгай-хардкора привело к тому, что они стали двумя наиболее влиятельными группами для последующего развития мелодичного хардкора.
В 1994 году сформировалась группа Н2О, смешав мелодичные элементы Вашингтона, с хардкор-панком Нью-Йорка и Калифорнии. Lifetime была заметной эмо-группой, чье звучание во многом опиралось на поп-панк и мелодичный хардкор. Наряду с другими мелодик-хардкор-группами они оказали большое влияние на последующий поп-панк, включая такие группы, как Fall Out Boy и Saves the Day. Когда Lifetime распалась, некоторые из их участников сформировали Kid Dynamite.

### Популяризация (конец 1990-х — конец 2000-х)
На протяжении большей части 1990-х годов хардкор-сцена была в основном заполнена немелодичными, экстремальными металлическими группами. В качестве реакции, около 1996 года, в Бостоне началось возрождение звучания youth crew. Из этого движения появились мелодик-хардкор-группы, включая Bane, In My Eyes и Reach the Sky, творившие на фундаменте, который заложили Turning Point и Inside Out. В последующие годы возрождение youth crew распространилось на другие города и страны. На хардкор-сцене в области залива Сан-Франциско такие группы, как AFI, Pitch Black, The Nerve Agents и Scissorhands, создали отдельный мелодичный отросток youth crew, который слился с хоррор-панком и готик-роком.
Мейнстримовый успех поп-панка в 2000-х годах привел к увеличению коммерческого успеха других мелодичных стилей панка, включая мелодичный хардкор. Это было заметно в чикагской группе Rise Against, которая образовалась в 1999 году и достигла значительной популярности на радио и MTV, выпустив свой дебютный альбом Siren Song of the Counter Culture (2004) на крупном лейбле. Другими группами в жанре, которые извлекли выгоду из этого, были Strike Anywhere, Kid Dynamite, the Movielife и the Suicide Machines.
Вышедший в 2001 году дебютный альбом Background Music бостонской группы American Nightmare, основанный на возрождении youth crew, положил начало новому стилю мелодичного хардкора, который восходит к панк-стилю хардкора 1980-х годов, а также к влиянию мрачной лирики готик-рока. Влияние American Nightmare быстро стало очевидным, что привело к появлению таких групп, как Ceremony, Ruiner, Modern Life Is War, The Hope Conspiracy и Killing the Dream. Вскоре последовала реакция на негативное мелодичное хардкорное звучание American Nightmare, начиная с Mental, за ними быстро последовали Have Heart. Успех Have Heart привел к росту популярности других позитив-хардкор-групп, таких как Champion, Verse и Sinking Ships. Среди других известных групп, играющих в этих стилях, были The Carrier, Ruiner, This Is Hell и Comeback Kid, многие из которых выпускаются ключевыми хардкор-лейблами Bridge 9 Records и Deathwish Inc. В Западной Австралии это звучание стало одним из самых коммерчески успешных экспортных продуктов, с Break Even и Miles Away.
В период с 2005 по 2009 год такие группы, как Defeater, Touché Amoré и Being as an Ocean, трансформировали мелодичный хардкор-стиль Bridge 9 и Deathwish в то, что автор Alternative Press Брайан Краус назвал «мелодичным, эмоциональным хардкором». К 2010-м годам это звучание превратилось в экспериментальное движение. Характеризующееся эмоциональными текстами, концептуальными альбомами и возрождением элементов эмо, скримо и постхардкора 1990-х годов, движение изначально возглавляли Touché Amoré, Defeater, La Dispute, Pianos Become the Teeth и Make Do and Mend. По мере того, как движение продолжалось в 2010-х годах, его также подхватили еще более разнообразные группы, включая Tigers Jaw, Title Fight, Balance And Composure и State Faults.

### Упадок и андеграундные разработки (конец 2000-х – настоящее время)
Мелодичный хардкор потерял популярность на американской хардкор-сцене после выхода дебютного альбома Secrets of the World (2009) группы Trapped Under Ice, который вновь популяризировал более тяжелые стили с влиянием метала. Тем не менее, мелодичный хардкор продолжал набирать обороты в Великобритании, где Dead Swans, While She Sleeps и More Than Life были передовыми исполнителями, а также на американской металкор-сцене. В это время волна групп, испытывающих влияние мелодичного хардкора, таких как Killing the Dream, и металкор-групп, таких как Shai Hulud и Misery Signals, начала набирать обороты. Эта волна часто использовала серьёзные, торжественные тексты и иногда чистый вокал в дополнение к банальным крикам. Музыкальные обозреватели, включая Stuff You Will Hate, Alternative Press и Брэдли Зоргдрагера из Exclaim! использовали название серьёзный хардкор (англ. serious hardcore) или srscore для обозначения этого стиля. Группы этой волны включали Hundredth, The Ghost Inside, Counterparts и Stick to Your Guns.
В течение 2010-х годов мелодичный, эмоциональный стиль хардкора приобрел андеграундную популярность в Австралии и Великобритании, особенно в Уэльсе. В это время канал Dreambound на YouTube был одним из самых известных источников для поиска групп, просмотра музыкальных клипов многих известных групп, а эта эра жанра была впоследствии названа дримкор (англ. dreamcore). Группы на этой сцене часто включали элементы построка и использовали более чистый и коммерчески доступный продакшн, чем ранее было распространено в жанре. Самым выдающимся исполнителем в дримкоре стала группа Casey из Южного Уэльса, а австралийские группы Vacant Home и Ambleside также добились международного успеха. В более поздние годы группы этой сцены начали уменьшать хардкор-составляющую в музыке, когда Crooks UK, Holding Absence и Endless Height вместо этого больше склонялись к построку и шугейзу. Это, в дополнение к переходу Hundredth на шугейзинг в альбоме Rare (2017) и расформированию Casey в 2019 году, привело к концу этой эпохи. К моменту воссоединения Casey в 2023 году они достигли культового статуса, который, по словам автора Noizze Итана Янга, сделал их «одной из самых заметных мелодик-хардкор-групп десятилетия».
В середине-конце 2000-х годов началось еще одно движение, возрождающее youth crew на хардкор-сцене, наиболее заметное в США и Великобритании. В рамках этого движения была волна групп, вдохновленных мелодичным хардкор-звучанием Bridge 9, включая True Love, Time and Pressure, If It Rains, Fading Signal, Chemical Fix и Fixation. Другие известные мелодик-хардкор-группы того времени включали Mil-Spec, Ghost Fame и No Longer At Ease. Примечательно, что One Step Closer вышли из этой волны, изначально играя стандартный youth crew, прежде чем перейти к мелодичному хардкору на своем Promo 2017 года. В 2020-х годах One Step Closer стали одной из передовых групп на хардкор-сцене, их успех привел к появлению новых групп в этом жанре, включая Fiddlehead, Anxious и Koyo.